# 꽃상여
꽃상여는 1974년 공개된 대한민국의 영화이다.

## 배역
- 윤정희
- 신성일
- 허장강
- 서한나
- 김운하
- 한은진
- 최남현
- 서정웅
- 최삼
- 천은아
- 홍순영
- 신미란
- 임성포
- 박일

## 수상
- 1974년 제13회 대종상
  - 남우조연상 - 허장강
- 1975년 제21회 아시아영화제
  - 남우조연상 - 허장강[1]